# Glossario di Reiki
Glossario di termini ed espressioni usate nell'ambito del Reiki:

## A
AntahkaranaSimbolo a forma di cubo con un 7 su ogni faccia. Presumibilmente di origine tibetana, gli si attribuisce un potere tipo panacea su ogni tipo di guarigione. Viene usato in una specifica meditazione così come nei master frequency generator plates, tecnica sviluppata da Ralf Jensen.
ArmonizzazioneUsata anche come sinonimo di iniziazione (attunement in lingua inglese). Tecnica comune a tutte le forme occidentali di Reiki. Consiste nel porre i simboli Reiki e l'energia nei meridiani e nel corpo energetico del ricevente. Alcune procedure pongono più importanza nell'inviare energia nei chakra. L'iniziazione dà il potere alle persone di usare il Reiki su di sé e sugli altri e di facilitare una connessione con la fonte del Reiki.
Armonizzazione a distanzaUn'armonizzazione che usa il simbolo della distanza per la sua realizzazione su qualcuno che non è presente fisicamente; estensione del trattamento a distanza. Me è una pratica discutibile, visto che Reiki è un metodo per coltivare la "presenza".
Armonizzazione terapeuticaUn'armonizzazione non iniziatoria volta a facilitare ancor più la guarigione, concetto sviluppato da William Rand. Nonostante la procedura non sia volta all'iniziazione di 1º livello, alcuni Masters dubitano che ciò sia possibile, e che invece il paziente conservi la capacità di usare il Reiki.

## B
BeamingTecnica di trattamento a distanza. Il Reiki viene inviato con la vista. In genere viene effettuato in presenza del ricevente, quando il Reiki a contatto potrebbe essere inappropriato (casi di ustioni). Il Beaming è comune ad altri sistemi di guarigione come il Johrei.
ByosenVedi SCANNING

## C
Cerchio reikiUn gruppo in cui viene condiviso il Reiki
ChakraSono vortici di energia nel corpo energetico. Il concetto, di origine indo-tibetana, fu aggiunto al Reiki nel sistema Raku Kai. Sono insegnati comunemente in molte forme di Reiki, ma non facevano parte del Reiki giapponese né delle pratiche di Takata.
Cho ku ReiIl I simbolo Reiki. Chiamato comunemente il simbolo del potere negli stili occidentali del Reiki (Usui Shiki Ryoho), ma è chiamato "Focus" nel Reiki Tradizionale Giapponese. Alcuni significati del simbolo sono "Dio è qui" e "metti qui il potere".
Crisi terapeuticaUn concetto del Pranic Healing e di altre terapie naturali che alcuni Masters hanno trasferito al Reiki. Il concetto è che il ricevente di un trattamento o di un'iniziazione sperimenta un rilascio di "tossine energetiche" ed entra in una crisi emozionale o psichica. Il concetto non è accettato da molti Masters.

## D
Dai Ko MyoSimbolo del Master Usui, usato in tutti i sistemi Reiki. È il simbolo di una fonte universale di Luce, Silenzio, Amore, Armonia e Guarigione. Significa letteralmente Grande luce splendente o Grande illuminazione. Da sottolineare che moltissimi Master del sistema di Usui utilizzano nelle iniziazioni ai vari livelli un simbolo graficamente non corretto, mentre altri ancora utilizzano erroneamente il Dumo, ottimo simbolo, che però non ha nulla a che vedere con il Reiki di Usui.
DumoSimbolo del Master tibetano. Il Dumo è un simbolo tibetano che è parte del sistema Usui/Tibetano di William Rand e soprattutto del sistema Karuna Reiki, ma non dell'originale sistema Reiki di Mikao Usui. Il simbolo è indicato anche come Dai Ko Mio Tibetano, e si pensa che unifichi corpo e mente, che lavori col fuoco del chakra della base ravvivandolo (cioè l'energia kundalini). Gli viene attribuito il potere di far uscire dal corpo e dalla mente energie negative e malattie.
Etica del reikiUn insieme di linee guida di condotta personale e professionale dei praticanti. Le linee guida variano da Master a Master e da scuola a scuola.

## G
GakkaiL'Usui Reiki Ryoho Gakkai era l'organizzazione originale fondata da Usui, che continua a praticare e a insegnare Reiki senza interruzione dalle consegne di Usui. Le pratiche del Gakkai sono definite anche Reiki Ryoho o Rei ho. L'enfasi è più sul risveglio spirituale. L'apprendimento in questo sistema è più lungo che non nel suo corrispettivo occidentale.
Global reiki masters associationAssociazione internazionale di Reiki Masters, che vuole fornire informazioni, addestramento e iniziazioni. Ha lo scopo di diffondere il Reiki nel mondo a tutti coloro che lo vogliono, indipendentemente dal controllo di altri. Fondata da Joseph Sparti, "Running Wolf".
Griglie di cristalli ReikiTecnica che carica i cristalli col Reiki e li pone in forme geometriche. Lo scopo è di creare una griglia che invia un trattamento continuo.  Tecnica più comunemente insegnata nelle scuole Usui/Tibetano ed è parte del curriculum del livello IIIA. È una tecnica aggiunta nelle pratiche di Reiki occidentale.
Guide reikiConvinzione che ci siano specifiche "guide" o spiriti che lavorano col Reiki e con i singoli praticanti. Alcuni le chiamano "maestri ascesi" o "spiriti" o "guide". Il loro aiuto varierebbe dal loro semplice aiuto alla loro facilitazione nelle armonizzazione e nei trattamenti. Questa è un'aggiunta al sistema nel mondo occidentale diffusa da Diane Stein ed è parte del livello IIIA delle classi di William Rand.

## H
Hatsurei HoPratica meditativa quotidiana che insieme al Reiju costituiva la base degli insegnamenti di Usui.
 Consisteva in:
1. sedere in Seiza
2. focalizzare l'intenzione
3. pulizia dell'aura
4. connettersi al Reiki
5. meditare sul Tan Dien coordinando il respiro
6. posizione Gassho a mani giunte
7. dire i 5 principi ad alta voce tre volte
8. chiusura 
 È ancora usata nel Reiki Ryoho e nel Gakkai.

Hayashi(dr. Chūjirō Hayashi), diventato Reiki Master nel 1925, era un ufficiale in pensione della Marina imperiale giapponese. Aprì una clinica Reiki di stile medico. Hayashi fece alcune modifiche al sistema, aumentando l'enfasi sui simboli e sulle armonizzazioni, e sviluppò le 12 posizioni in uso attualmente. Queste permettevano di trasmettere Reiki sul ricevente da parte di diversi praticanti contemporaneamente. La tecnica del trattamento di gruppo era la tecnica usata nella sua clinica. Fu il maestro di Takata.
Hon Sha Ze Sho NenIl 3° simbolo del Reiki. È una derivazione dal Giapponese Kanji, che può significare nessun passato, nessun presente, nessun futuro, che rappresenta la purezza originaria senza tempo della Fonte e dello Spirito dell'uomo. Una traduzione potrebbe essere agire nella realizzazione della assoluta benignità (definizione data da Gabriel Shivers).
Hui YinUna tecnica usata per spingere l'energia nelle armonizzazioni. Fu aggiunta nel Raku Kai Reiki ed è parte delle pratiche Usui Tibetane di William Rand e di Diane Stein. È più conosciuta nel Chi Kung come orbita microcosmica.

## I
Independent reiki mastersReiki master indipendenti, è un termine per descrivere master non allineati con una scuola particolare. Possono usare un approccio eclettico utilizzando tecniche da molte scuole. La grande maggioranza dei master occidentali appartiene a questa categoria.
Iniziazione(v. armonizzazione) Qualsiasi processo che aiuti un altro a sviluppare la capacità di usare un'energia o una tecnica. La tecnica del Reiju era un'iniziazione usata da Usui per passare l'energia Reiki ad altri.
IntenzioneIl Reiki è un sistema guidato dall'intenzione. L'intenzione è la chiave per usare l'energia nei trattamenti e nelle armonizzazioni.

## J
Johrei ReikiÈ una religione o pratica spirituale sviluppata da Mokichi Okada, un contemporaneo di Usui. Fondò Sei Kai Kyu Sei Kyo, meglio conosciuta come Johrei. Come il Reiki, il Johrei usa il Reiju per iniziare i praticanti. Un Johrei Reiki fu sviluppato dal Raku Kai Reiki usando il simbolo della luce bianca (Johrei) come parte delle pratiche e delle armonizzazioni. Il nome fu cambiato a Vajra Reiki dopo alcune dispute legali sull'uso della parola Johrei.

## K
Karuna ® ReikiSignifica Reiki dell'Azione Compassionevole. Il Metodo Avanzato Karuna ® Reiki è un sistema Reiki elaborato da Dario Canil partendo dalla sua esperienza di 25 anni di insegnamento del Reiki originale di Usui (23 del vecchio Karuna Reiki) e dall'utilizzo di svariati simboli canalizzati presenti in consolidate tradizioni Reiki non originali, quali il Tera Mai, il Karuna, il Tibetano. Karuna Reiki trae le sue origini in Usa dalla ricerca spirituale di Kathleen Milner e Marcy Miller e, in seguito, dalle intuizioni di William Lee Rand sul Sai Baba Reiki, l’originario nome dato dalla Milner e dalla Miller al loro innovativo metodo. Kathleen Milner trasmise il suo sistema Sai Baba Reiki, noto oggi come Tera Mai Reiki™ a diversi insegnanti tra cui Glenn Derrick e Rosy Naor. Derrick formò a sua volta come master del Sai Baba Reiki William Lee Rand, il quale trasformò il metodo registrandolo negli Usa come Karuna Reiki™. L’israeliana Rosy Naor diede al suo sistema il nome Karuna. Il nordamericano Vincent Paul Amador apprese da Lyn Nickel, allieva di Rand, il Karuna Reiki™, da Rosy Naor i sistemi Karuna e Tera Mai Reiki™, e chiamò la sua personale versione del metodo Karuna Ki. In Italia Karuna ® Reiki è un Marchio Registrato da Dario Canil nel 2022.
Karuna KiÈ un sistema di guarigione legato all'energia compassionevole del cuore, sviluppato da Vincent Paul Amador dal lavoro con Tera Mai e Karuna. Ha simboli come il Karuna Reiki e il Tera Mai Reiki ma aggiunge molte nuove meditazioni, mudrā, e altre tecniche. Il sistema è basato sul coltivare un cuore compassionevole.
Ki KoIl nome giapponese delle pratiche di Chi Kung (Qi Gong). Usui usò molte pratiche di Chi Kung nello sviluppo del Reiki.

## L
ListaTecnica per inviare trattamenti a distanza. I riceventi vengono messi su una lista. Il Reiki è inviato a tutta la lista. Sistema inventato da (Anthony Glenn Agee) il quale precisa che non devono essere messi più di 10 nomi nella lista per evitare cadute di energia (altri master invece non credono che ciò sia necessario). Si può mettere da parte la lista per inviare Reiki anche in seguito.
LivelliIl Reiki è tradizionalmente insegnato, in occidente, in 3 livelli:
1. Primo livello: generalmente richiede i principi, le posizioni, la storia, e l'armonizzazione (che può essere 1 o 4 a seconda delle scuole). Alcune scuole dicono che cura sul piano fisico.
2. Secondo livello: generalmente richiede i 3 simboli, trattamento mentale/emozionale, trattamento a distanza, e l'armonizzazione. La scuola Usui/Tibetano aggiunge la tecnica di scanning e di beaming. Alcune scuole dicono che cura sul piano emozionale.
3. Terzo livello (master/teacher): generalmente richiede il simbolo di master e le sue applicazioni, il procedimento di iniziazione e la pratica, e come insegnare ad altri.
 Alcune scuole dicono che il 2º livello cura sul piano spirituale. Alcune tradizioni (scuole Usui/Tibetano e alcuni indipendenti) hanno aggiunto il livello IIIA fra il II e il Master Teacher. Il livello IIIA viene anche chiamato Advanced Reiki Training. Alcune tecniche che possono esserci incluse sono: meditazione coi simboli, Reiki e cristalli, meditazione per incontrare la guida, l'armonizzazione terapeutica, il simbolo Antahkarana e il suo uso, la posizione Hui Yin e il respiro violetto.

## M
MeditazioneQualsiasi metodo di attenzione, respiro, contemplazione volto a portare ad un alto stato di consapevolezza e/o illuminazione. Nell'Usui Reiki Ryoho la più importante è lo Hatsurei Ho. Vari stili occidentali hanno aggiunto altre meditazioni Reiki.

## P
Posizioni delle maniI praticanti pongono le mani in speciali posizioni sul corpo del ricevente e lasciano fluire il Reiki per facilitare la guarigione. Sembra che nelle pratiche originali di Usui ci fossero 5 posizioni (sulla testa) e che poi veniva usato il Reiji e il Byosen per scoprire altre sedi da trattare. Nel Reiki Tradizionale Giapponese (linea Hayashi) ci sono 7 posizioni, nella linea Hayashi Takata ce ne sono 12.
Principi del ReikiSerie di 5 principi scritti dall'Imperatore Meiji e usati da Usui nel Reiki Ryoho. Esistono diverse versioni. Lo scopo è di aiutare lo studente a procedere nel percorso verso il risveglio spirituale.
Pulizia (ciclo di 21 giorni)Detto anche cleansing, è il processo con cui il corpo rimuove le tossine e riallinea i campi energetici in seguito a un trattamento o ad un'iniziazione Reiki. Alcuni praticanti sentono che questo processo dura 21 giorni, o può essere così forte da causare una crisi terapeutica. Molti altri sentono che la reazione alla iniziazione e ai trattamenti è individuale e dura il tempo necessario ad ognuno. Il concetto di pulizia era insegnato nel sistema originario ma si pensava che raramente durasse più di un giorno.

## R
Radiance techniqueUna scuola di Reiki sviluppata da Barbara Weber Ray, che era una dei 22 master di Takata. Barbara affermava di avere informazioni di Takata che non erano state date agli altri master. La scuola è stata anche conosciuta col nome di Real Reiki: originariamente aveva solo 3 livelli, oggi ne ha 6.
Rei: è un termine che contiene gli ideogrammi che in giapponese significano spirito, anima.
Rei HoNome accorciato di Reiki Ryoho e Reiki Ho. Si riferisce alle pratiche e al sistema usati nell'Usui Reiki Ryoho Gakkai.
ReijiÈ l'abilità di trovare squilibri nel corpo. Si sviluppa naturalmente con la pratica continua, nei trattamenti ad altre persone. È indipendente dallo scanning e si basa solo sull'intuizione.
ReikiSistema di progresso spirituale e di guarigione con le mani sviluppato nel 1922 da Mikao Usui in Giappone. È un'arte che viene passata dal maestro allo studente. La parola deriva da Rei (universale) e Ki (energia). Il termine Reiki viene usato per descrivere sia l'energia che il sistema di Usui che la usa. Il sistema originale di Usui era chiamato Usui Reiki Ryoho. Oggi ci sono molte varianti del sistema, fra cui Traditional Reiki della linea Takata - Furumoto, praticato in America, il Traditional Japanese Reiki sviluppato in Giappone dagli studi di Hayashi e praticato in Canada, vari stili non tradizionali praticati da Reiki Master indipendenti, il Reiki Usui-Tibetano, il Reiki Tibetano-Usui, il Raku Kai Reiki, il Tera Mai Reiki, l'Angelic Reiki, il Karuna Reiki, il Sehkem-Seichim Reiki, e molti altri.
Reiki AllianceOrganizzazione formata in occidente da alcuni master di Takata dopo la sua morte. L'organizzazione fu fondata dalla nipote di Takata, Phyllis Furumoto. L'Alleanza dice di rappresentare il Reiki Tradizionale. Le sue pratiche rappresentano il lignaggio Hayashi-Takata. Mrs. Furumoto cominciò fondando l'Alleanza e poi autonominandosi "Grandmaster" e più tardi custode del "lignaggio spirituale". Fu fatto un tentativo nel 1997.
Reiki masterIl termine originale per indicare un maestro di Reiki nella tradizione dell'Usui Shiki Ryoho.
Master PractitionerUn termine recente per descrivere persone che hanno preso il livello IIIA che alcuni master offrono. In genere queste persone hanno ricevuto l'iniziazione a Master ma non le istruzioni per la procedura di iniziazione. Il termine è comune nella tradizione Usui/Tibetana.
Reiki master teacherSi riferisce a chi ha completato il livello IIIB e conosce i simboli e le procedure. Termine comune nella tradizione Usui /Tibetana.
ReijuL'iniziazione originale usata da Usui per passare l'energia Reiki. Il Reiju si è trasformato nelle armonizzazioni usate nell'Usui Shiki Ryoho e in tutti i sistemi occidentali. Il Reiju non era un semplice sistema di attivazione, ma una "benedizione", così come era stata definita dai suoi allievi. Era ed è una Pratica altamente Spirituale, e proprio per questo veniva insegnata ai livelli più alti e non allo Shimpiden (corrispondente al nostro Master), ma a quello di Shihan, livello ancora più alto di “maestria” e di evoluzione spirituale. La pratica del Reiju era settimanale ma, se necessario, veniva usato più volte se c'era bisogno di sostegno ai vari livelli, negli incontri di Usui con i suoi allievi, perché rinvigoriva il canale energetico e dava "impulso" alla loro spiritualità. Si iniziava con la meditazione e, quando ancora gli allievi erano nello stato meditativo, Usui praticava il Reiju che, in quell'istanza, aveva lo scopo di pulire i canali energetici. È chiaro che, quando Usui decideva che era il momento di passare da un livello ad uno più alto i suoi studenti, nel praticare il Reiju metteva un'intenzione che corrispondeva al livello a cui stava passando lo studente. Ad esempio al primo livello: aprire i canali energetici e, successivamente, pulirli e rinforzarli; dare l'abilità di trasmettere energia, al secondo livello; abilitare una persona a "passare" e "trasmettere" l'energia agli altri, quindi al livello di "Maestro".
Respiro del drago di fuocoUna tecnica speciale di respiro usata per inviare il simbolo nella corona dello studente durante un'iniziazione. È anche usato nel Raku Kai per sviluppare l'orbita microcosmica, per rafforzare i canali e per promuovere la salute.
Respiro violettovedi sopra.

## S
Scambio energeticoUn concetto new Age spesso usato per giustificare la richiesta di cifre anche elevate in cambio di addestramenti Reiki o trattamenti. Sembra che sia stato aggiunto al sistema nel mondo occidentale, dopo la morte di Takata. Il concetto è che quando si dà Reiki (o se ne trasmette la capacità) il ricevente deve dare qualcosa in cambio per mantenere l'universo in equilibrio.
Scanningdetto anche Byosen. Un processo in cui le mani dell'operatore si spostano sopra il ricevente per scoprire se ci sono punti che necessitano di maggiore trattamento. Vengono usati vari metodi. Nelle pratiche giapponesi si chiama Byosen Rekian Ho.
Sei Hei KiIl 2 simbolo del Reiki. Si pensa che aiuti la guarigione dei livelli mentali ed emozionali del corpo. Si chiama simbolo dell'Armonia nel Reiki Tradizionale Giapponese.
Seichim ReikiIl Seichim fu scoperto da Patrick Ziegler nel 1980 dopo un'esperienza spirituale nella grande piramide d'Egitto e dopo aver ricevuto l'iniziazione da un Maestro Sufi. Il sistema Seichim Reiki (conosciuto anche come Renegade Reiki) fu sviluppato da Tom Seaman, Ken Lowry e Phoenix Summerfield.
Sekhem-Seichim-ReikiSistema sviluppato nel 1998 da Diane Shewmaker in seguito ad un'iniziazione spontanea durante il suo addestramento a SKHM Teacher. Ha lo scopo di unificare le energie del Reiki e del Seichim e degli altri sistemi correlati.
Serpente di fuoco(detto anche Nin Giz Zida). Un simbolo tibetano usato nella tradizione Usui/Tibetana. Rappresenta il serpente addormentato alla base della spina. Viene usato durante un'armonizzazione per portare energia dai piedi al coccige (se disegnato in senso orario) o per spingere energia nei chakra superiori (se disegnato in senso antiorario). La sbarra orizzontale all'altezza del chakra della corona ne blocca l'uscita. Questo simbolo connette e apre tutti i chakra e il canale centrale, permette il flusso del fuoco della Kundalini. Può essere usato nei trattamenti o meditazioni per aumentare l'equilibrio e la ricettività.
ShodenIl 1º livello di insegnamento del Reiki Ryoho Gakkai. Generalmente consiste nei 5 principi, nell'uso base del sistema, nella poesia Waka dell'Imperatore, nelle posizioni delle mani, nelle domande e risposte (testi originali di Usui).
Shinpi DenIl IV livello dei Mystery Teachings nell'Usui Reiki Ryoho praticato in Giappone. Consisteva di Kou Ketsu Ho, guarigione col sospiro, trattamenti di gruppo, guarire con l'intenzione, il cerchio di Reiki, e come effettuare Reiju o l'iniziazione.
SKHMÈ un sistema sviluppato da Patrick Ziegler che utilizza una connessione alla fonte di energia superiore e alla terra mescolate nel cuore. Usa crisi emozionali come parte del processo e come indicatori dell'avvenuta connessione. È molto simile alle pratiche druidiche come la Meditazione dei Poteri Gemelli insegnata in alcune scuole druidiche.
Storia del reikiCi sono diverse versioni: una è la vecchia leggenda che descriveva Usui come cristiano e l'altra è la versione storicamente documentata che descrive Usui prima come un uomo d'affari che successivamente si è dedicato alla ricerca spirituale. Notizie più dettagliate sono reperibili nel testo La Vera Storia del Reiki di Dario Canil e Frank Arjava Petter, Edizioni GB, 2000. Elementi tematici sono comunque quelli di Mikao Usui in cerca di un sistema di guarigione, della sua meditazione sul monte Kurama, della sua illuminazione, della scoperta che poteva guarire, e della sua fondazione di una scuola per insegnare agli altri a curare se stessi.

## T
TakataStudente di Hayashi e la prima Reiki Master autorizzata a insegnare Reiki nel mondo occidentale. Responsabile della diffusione del Reiki in occidente, da lei partono la maggior parte dei lignaggi occidentali.
Tera Mai ReikiScuola di Reiki sviluppata da Kathleen Milner. Deriva dalla linea del Raku Kai Reiki, e aggiunge dei simboli "canalizzati" e procedure che Kathleen crede le siano state date da un essere superiore.
Tibetan ReikiScuola di Reiki che crede di derivare le sue pratiche dal Tibet. Ci sono molti livelli in più e molti altri simboli che sono un misto di sanscrito e Kanji. Termine usato anche genericamente per descrivere le scuole Usui/Tibetano e Tibetano/Usui.
Traditional Japanese ReikiScuola di Reiki sviluppata da Dave King in Canada, dalle informazioni della linea di Hayashi in Giappone (non include quindi il lignaggio di Takata). È stata sviluppata e praticata in Occidente.
Trattamento reikiIl ricevere Reiki da un operatore allo scopo di guarire. In genere l'operatore mette le mani in varie posizioni sul corpo del ricevente. Il trattamento dura dai 15 ai 60 minuti per persona.
Trattamento a distanzaMandare Reiki per guarire qualcuno che non è fisicamente presente. Usa il simbolo della distanza (HSZSN) e una varietà di tecniche come la foto, le liste, un pupazzo.

## U
USUI RYOHO - Japanese Reiki TechniquesInsieme di tecniche Reiki Originali di Mikao Usui presentate per la prima volta al mondo da Frank Arjava Petter, e introdotte per la prima volta in Italia, nel 1999 da Dario Canil fondatore della Scuola Free Reiki.
Usui Shiki RyohoSi riferisce al lignaggio di Hayashi, include quindi la linea Hayashi-Takata. È la pratica comune di Reiki nel mondo occidentale. Il sistema usa iniziazioni e si appoggia molto sui simboli.
Usui Reiki HikkeiÈ il manuale che Usui consegnò ai suoi studenti. Conteneva 4 parti: insegnamenti, spiegazioni e istruzioni per il pubblico, guida ai trattamenti, poesie dell'Imperatore Meiji.
Usui Tibetan ReikiScuola di Reiki costruita sul lavoro del Raku Kai Reiki. Ha 4 livelli: I,II,IIIA,IIIB. Il sistema ha aggiunto molte tecniche come cristalli, guide, e vari simboli "tibetani". Il sistema è stato reso popolare da William Rand e Diane Stein.

## V
Vajra Reiki(v. Johrei): Un sistema che usa molto materiale tibetano ed il simbolo Johrei della luce bianca.